# Desmosoma atypicum
Desmosoma atypicum là một loài chân đều trong họ Desmosomatidae. Loài này được Schiecke & Fresi miêu tả khoa học năm 1969.